# クォンセット・ハット・スタジオ
クォンセット・ハット・スタジオ (Quonset Hut Studio) は、アメリカ合衆国テネシー州ナッシュビルのミュージック・ロウに存在したレコーディング・スタジオ。当初ブラッドリーズ・フィルム・アンド・レコーディング・スタジオ、のちにコロムビア・スタジオBとして知られた。この地域で初のメジャーなレコーディング・スタジオで、地域はのちにミュージック・ロウとして発展していった。

## 起源
1954年、プロデューサーのオウエン・ブラッドリーは弟のハロルド・ブラッドリーと共にナッシュビルの16番通り南804番地の家を7,500ドルで購入し、撮影および録音スタジオに改築した。ブラッドリー兄弟は1階の床を取り壊して地下の録音スペースに作り替えた。またアメリカ陸軍払下げのクォンセット・ハットを家の裏側に接続し、演奏撮影用のテレビ・スタジオとして使用した。1955年、地下が狭く感じるようになり、録音スタジオをクォンセット・ハットに移動した。このレコーディング施設はすぐに成功し、デッカ・レコードとコロムビア・レコードからの関心を惹いた。
1962年、ブラッドリー兄弟はこのスタジオをコロムビア・レコードに売却した。
パッツィー・クラインの『Crazy 』、ブレンダ・リーの『I'm Sorry 』、ボビー・ヴィントンの『Blue Velvet 』はここでプロデュースされ、ジョニー・キャッシュ、バーズ、エルヴィス・コステロ、サイモン&ガーファンクルなど様々なジャンルのアーティストもここでレコーディングを行なった。
1955年から1982年まで伝説的スタジオとして機能していたが、以降事務所に改築された。2006年、慈善家のマイク・カーブがこの施設を買収し、改築した。現在、ベルモント大学の録音実習室として使用されている。